# Karl Lundh
Karl Lundh, född 19 december 1924 i Lima församling, död 1 oktober 1967 i Mora, var en svensk friidrottare (långdistanslöpare). Han tävlade för IFK Mora.
Lundh vann SM-guld på 5 000 m år 1954 och 1957.